# (10469) Krohn
(10469) Krohn ist ein Asteroid des Hauptgürtels, der am 1. März 1981 von dem US-amerikanischen Astronom Schelte John Bus entdeckt wurde.
Der Asteroid wurde nach der deutschen Wissenschaftlerin Katrin Krohn benannt, die die geologischen Prozesse auf den Asteroiden (1) Ceres und (4) Vesta, als Teil des Wissenschaftsteams der Dawn-Mission untersuchte. In Anerkennung ihrer Erkenntnisse zu Oberflächenprozessen auf Vesta und dem kryogenen Vulkanismus auf Ceres, gab die IAU am 13. April 2017 bekannt, den Asteroiden (10469) Krohn zu nennen.